# رودريغو دي بول
رودريغو دي بول (بالإسبانية: Rodrigo De Paul؛ مواليد 24 مايو 1994) لاعب كرة قدم أرجنتيني يلعب في مركز خط الوسط مع نادي إنتر ميامي الأمريكي و‌منتخب الأرجنتين.

## الأندية

### راسينغ كلوب
وُلد دي بول في ساراندي في بوينس آيرس الكبرى، وانضم إلى نادي راسينغ كلوب للشباب في عام 2002 وهو في الثامنة من عمره. واستدعي إلى تشكيلة الفريق الرئيسي في 24 يونيو 2012، وهو لا يزال ناشئًا، لخوض مباراة ضد فيليز سارسفيلد، لكنه لم يُشرَك في المباراة التي انتهت بخسارة شباب راسينغ بهدفين لهدف.
في 10 فبراير 2013، لعب دي بول أول مباراة له كمحترف، حيث دخل بديلًا في الدقيقة السادسة والسبعين ل‍ماورو كامورانيزي وانتهت المباراة بخسارة الفريق بثلاثة أهداف نظيفة أمام أتليتيكو رافائيلا. وبعد شهر من ذلك، سجل أول هدف في مسيرته من تسديدة بعيدة المدى وذلك في مباراةٍ أمام سان مارتين دي سان خوان انتهت بفوز راسينغ كلوب بثلاثة أهداف نظيفة.
شارك دي باول في 19 مباراة مع راسينغ في موسم 2012–13. ولعب دورا رئيسيا في 2013–14 حيث شارك في 35 مباراة وسجل أربعة أهداف.

### فالنسيا
يوم 9 مايو 2014، أعلن نادي فالنسيا الإسباني تعاقده مع دي بول في صفقة قُدّرت قيمتها بـ6،5 مليون دولار. ووقَّع دي بول عقدًا يمتد لخمس سنوات مع «الخفافيش» في 6 يونيو. ولعب أول مباراة له في الدوري الإسباني يوم 23 أغسطس، وجمعت المباراة فالنسيا بإشبيلية وانتهت بالتعادل الإيجابي بهدف لمثله، ودخل فيها دي بول بديلًا ل‍باكو ألكاسير في الدقيقة الخامسة والستين ليُطرد بعد دقيقة واحدة من دخوله أرضية الملعب بسبب تدخله على أليكس فيدال.
سجل هدفه الأول للنادي في 4 ديسمبر 2014 في مباراة جمعت فالنسيا ب‍رايو فايكانو في كأس الملك وانتهت بفوز فالنسيا بهدفين لهدف. وأتبع ذلك بتسجيله لهدفه الأول في الدوري الإسباني في 9 أبريل 2015 ضد أتلتيك بيلباو. ووصل إجمالي مشاركاته في موسمه الأول مع فالنسيا إلى 29 مباراة في جميع المنافسات.
شارك دي بول في 14 مباراة في النصف الأول من موسم 2015–16 بما فيها مباراتان في دوري الأبطال. وأعاره مدرب فالنسيا آنذاك غاري نيفيل إلى ناديه السابق راسينغ في 4 فبراير 2016. وسجل هدفه الأول والوحيد في مباراة فاز فيها راسينغ على بوليفار في 24 فبراير في كوبا ليبرتادوريس.

## الإنجازات
الأرجنتين
- كأس العالم: 2022.[8]
- كوبا أمريكا: 2021
- كأس الأبطال كونميبول–يويفا: 2022[9]

فردية
- تشكيلة البطولة في كوبا أمريكا: 2021[10]

## روابط خارجية
- رودريغو دي بول على موقع الاتحاد الأوربي (الإنجليزية)
- رودريغو دي بول على موقع إي إس بي إن إف سي (الإنجليزية)
- رودريغو دي بول على موقع قاعدة بيانات كرة القدم.إي يو (الإنجليزية)
- رودريغو دي بول على موقع ليكيب (الفرنسية)
- رودريغو دي بول على موقع ناشيونال فوتبول تيمز (الإنجليزية)
- رودريغو دي بول على موقع Soccerbase.com (لاعب) (الإنجليزية)
- رودريغو دي بول على موقع Soccerway.com (الإنجليزية)
- رودريغو دي بول على موقع عالم كرة القدم.نت (الإنجليزية)
- رودريغو دي بول على موقع AS.com (الإسبانية)
- Soccerway profile